# Ponca (Nebraska)
Ponca – miasto w Stanach Zjednoczonych, w stanie Nebraska, siedziba administracyjna hrabstwa Dixon.